# Elias Grünebaum

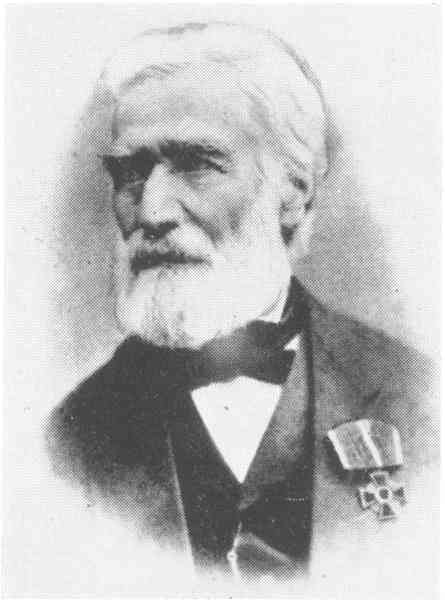
Elias Grünebaum

Elias Grünebaum (geboren am 10. September 1807 in Reipoltskirchen; gestorben am 25. September 1893 in Landau in der Pfalz) war ein deutscher Rabbiner und Historiker.

## Werdegang
Er war der Sohn des Händlers Benjamin Abraham Grünebaum und der Hanna Eli. Er wurde von seinem Stiefvater, Isac Felsenthal, in Münchweiler erzogen. Nach einer Ausbildung zum Talmudisten in Mainz (von 1823 bis 1826 bei Löb Ellinger), Mannheim (von 1826 bis 1827 bei Simon Wolf) und ab 1827 an der Jeschiwa in Frankfurt am Main und externem Abitur in Speyer studierte Grünebaum ab 1831 an der Rheinischen Friedrich-Wilhelms-Universität Bonn und der Ludwig-Maximilians-Universität München (von 1832 bis 1834) die Fächer Orientalistik und Philosophie, was er mit einer Promotion abschloss. In Bonn gehörte er zum Freundeskreis um Abraham Geiger und Samson Raphael Hirsch.
1834 legte er in Bayreuth die Rabbinatsprüfung ab und arbeitete danach im Landesrabbinat des Fürstentums Birkenfeld. 1836 wurde er zum Leiter des Kreisrabbinats in Landau in der Pfalz bestellt.
1835 wurde er Mitglied des Vereins jüdischer Gelehrter.
1886 erhielt er das Verdienstkreuz des Verdienstordens vom Heiligen Michael.

## Wirken
Grünebaum setzte sich für die Jüdische Gemeinde Landau und darüber hinaus maßgeblich für die Emanzipation der jüdischen Bürgerschaft ein. Er erwirkte die Errichtung einer neuen Synagoge in Landau. Auch setzte er die Einrichtung eines jüdischen Friedhofs durch. Grünebaum organisierte ein jüdisches Schulwesen, wobei ihm aber besonders an religiöser Unterweisung in Gemeinschaftsschulen für jüdische und christliche Schüler gelegen war.
Mit dem Historiker Christian Friedrich Maurer, dem ersten Direktor der Höheren Töchterschule in Landau, dem späteren Max-Slevogt-Gymnasium, erstellte Grünebaum 1873 ein Konzept für einen jüdischen Religionsunterricht und wurde der erste jüdische Religionslehrer der Schule.
Elias Grünebaum ist Verfasser jüdisch-theologischer Bücher und Artikel, die zu seiner Zeit im deutschen Judentum weit beachtet wurden. Er verfasste auch mehrere Schriften über die Geschichte des Judentums, unter anderem auch jener in der Region seines Wirkens.

## Werke (Auswahl)
- Der Grundzug der Liebe und dessen Entwickelung im Judenthume. In: Wissenschaftliche Zeitung für jüdische Theologie. 3, Leipzig/Frankfurt am Main/Stuttgart 1837, S. 59–73, 180–196.
- Gottesdienstliche Vorträge. Zehn Predigten. A. Bielefeld, Karlsruhe 1844 (Digitalisat bei Freimann-Sammlung UB Frankfurt/Main).
- Die Sittenlehre des Judentums anderen Bekenntnissen gegenüber. Nebst dem geschichtlichen Nachweise über Entstehung und Bedeutung des Pharisaismus und dessen Verhältniss zum Stifter der christlichen Religion. (bei Google-Books), Schneide 2. Sehr vermehrte Auflage, Straßburg 1878 (Neuausgabe: Köln 2009, ISBN 978-3-412-20316-0.)
- Israelitische Gemeinde, Synagoge und Schule in der bairischen Pfalz. Eine geschichtliche Beleuchtung ihrer gesetzlichen Zustände seit dem Beginne diese Jahrhunderts. Kaußler, Landau 1862 (Digitalisat).